# Lijst van nummer 1-hits in Duitsland in 1961
Deze hits stonden in 1961 op nummer 1 in de Der Musikmarkt, de bekendste hitlijst in Duitsland.
| Datum        | Artiest                            | Titel                          |
| ------------ | ---------------------------------- | ------------------------------ |
| 7 januari    | The Blue Diamonds                  | Ramona                         |
| 14 januari   | The Blue Diamonds                  | Ramona                         |
| 21 januari   | The Blue Diamonds                  | Ramona                         |
| 28 januari   | The Blue Diamonds                  | Ramona                         |
| 4 februari   | The Blue Diamonds                  | Ramona                         |
| 11 februari  | The Blue Diamonds                  | Ramona                         |
| 18 februari  | The Blue Diamonds                  | Ramona                         |
| 25 februari  | The Blue Diamonds                  | Ramona                         |
| 4 maart      | The Blue Diamonds                  | Ramona                         |
| 11 maart     | The Blue Diamonds                  | Ramona                         |
| 18 maart     | Ivo Robić                          | Mit 17 fängt das leben erst an |
| 25 maart     | Ivo Robić                          | Mit 17 fängt das leben erst an |
| 1 april      | Bill Ramsey                        | Pigalle                        |
| 8 april      | Bill Ramsey                        | Pigalle                        |
| 15 april     | Bill Ramsey                        | Pigalle                        |
| 22 april     | Ralf Bendix & Die kleine Elisabeth | Babysitter-boogie              |
| 29 april     | Ralf Bendix & Die kleine Elisabeth | Babysitter-boogie              |
| 6 mei        | Ralf Bendix & Die kleine Elisabeth | Babysitter-boogie              |
| 13 mei       | Ralf Bendix & Die kleine Elisabeth | Babysitter-boogie              |
| 20 mei       | Ralf Bendix & Die kleine Elisabeth | Babysitter-boogie              |
| 27 mei       | Billy Vaughn                       | Wheels                         |
| 3 juni       | Billy Vaughn                       | Wheels                         |
| 10 juni      | Billy Vaughn                       | Wheels                         |
| 17 juni      | Billy Vaughn                       | Wheels                         |
| 24 juni      | Billy Vaughn                       | Wheels                         |
| 1 juli       | Billy Vaughn                       | Wheels                         |
| 8 juli       | Billy Vaughn                       | Wheels                         |
| 15 juli      | Billy Vaughn                       | Wheels                         |
| 22 juli      | Billy Vaughn                       | Wheels                         |
| 29 juli      | Billy Vaughn                       | Wheels                         |
| 5 augustus   | Billy Vaughn                       | Wheels                         |
| 12 augustus  | Billy Vaughn                       | Wheels                         |
| 19 augustus  | Billy Vaughn                       | Wheels                         |
| 26 augustus  | Billy Vaughn                       | Wheels                         |
| 2 september  | Freddy Quinn                       | La paloma                      |
| 9 september  | Freddy Quinn                       | La paloma                      |
| 16 september | Freddy Quinn                       | La paloma                      |
| 23 september | Freddy Quinn                       | La paloma                      |
| 30 september | Freddy Quinn                       | La paloma                      |
| 7 oktober    | Gus Backus                         | Der mann im mond               |
| 14 oktober   | Gus Backus                         | Der mann im mond               |
| 21 oktober   | Nana Mouskouri                     | Weiße rosen aus Athen          |
| 28 oktober   | Nana Mouskouri                     | Weiße rosen aus Athen          |
| 4 november   | Nana Mouskouri                     | Weiße rosen aus Athen          |
| 11 november  | Nana Mouskouri                     | Weiße rosen aus Athen          |
| 18 november  | Nana Mouskouri                     | Weiße rosen aus Athen          |
| 25 november  | Nana Mouskouri                     | Weiße rosen aus Athen          |
| 2 december   | Nana Mouskouri                     | Weiße rosen aus Athen          |
| 9 december   | Nana Mouskouri                     | Weiße rosen aus Athen          |
| 16 december  | Nana Mouskouri                     | Weiße rosen aus Athen          |
| 23 december  | Nana Mouskouri                     | Weiße rosen aus Athen          |
| 30 december  | Gerhard Wendland                   | Tanze mit mir in den morgen    |